# Mögel (musikalbum)
Mögel är ett studioalbum av Thomas Wiehe, utgivet 1975 på Silence Records (skivnummer SRS 4632). Skivan spelades in av Anders Lind.

## Låtlista
Alla låtar är skrivna av Thomas Wiehe.
Sida A
1. "Prassel & knak" – 3:57
2. "Frossaren" – 5:10
3. "Vision" – 6:01
4. "Vi ska segra" – 3:20

Sida B
1. "Misstro" – 4:52
2. "Populär" – 3:12
3. "Bilderna av fakiren" – 5:58
4. "Mögel" – 4:06